# Ruth Manorama
Ruth Manorama (Chennai, 1952) is een Indiaas vrouwenrechtenactiviste.

## Biografie
Manorama werd in 1952 in Chennai geboren en behoort tot de Dalit-kaste. Het gezin bekeerde zich tot het christendom om gedeeltelijk te ontsnappen aan de nadelen van het kastensysteem.
Manorama behaalde in 1975 een master in maatschappelijk werk aan de Universiteit van Chennai en zet zich sindsdien in voor de rechten van Dalit-vrouwen. De discriminatie van Dalit-vrouwen komt voort uit hun geslacht en status binnen de laagste kaste, waardoor zij tot de armsten van de Indiase samenleving behoren. Daarnaast zet ze zich in voor (buitenlandse) arbeiders, daklozen en achtergestelde vrouwen buiten de Dalit-kaste. Zowel binnen India als op internationaal niveau heeft ze verschillende vrouwenorganisaties opgezet.
In 2001 werd Manorama door de Academy of Ecumenical Indian Theology and Church Administration onderscheiden met een doctoraat voor het verschil dat ze maakt voor de kerk en samenleving.

## Politiek
In 2014 stelde ze zich verkiesbaar tijdens de parlementsverkiezingen. Ze behaalde uiteindelijk 2,30% van de stemmen.

## Prijzen en onderscheidingen
- 2001: doctoraat van de Academy of Ecumenical Indian Theology and Church Administration
- 2006: Right Livelihood Award voor haar decennialange inzet voor gelijke rechten voor Dalit-vrouwen, het oprichten van vrouwenorganisaties en voor haar werk op nationaal en internationaal niveau in de strijd voor vrouwenrechten
- 2014: nominatie Nobelprijs voor de Vrede (vrouwen)[2]

- Gemeinsame Normdatei: 1146846940
- International Standard Name Identifier: 0000 0000 5119 4731
- Library of Congress Control Number: no2008172883
- Virtual International Authority File: 31826491
- WorldCat: E39PBJjMxwMcjt6JRTkht34KBP